# Thomas Fitzgerald
Thomas Fitzgerald (Germantown, 1796. április 10. – Niles, 1855. március 25.) az Amerikai Egyesült Államok szenátora (Michigan, 1848–1849).